# Liga de Fútbol de Villa Mercedes
La Liga de fútbol de Villa Mercedes es la asociación de fútbol de la ciudad de Villa Mercedes, provincia de San Luis, y es una de las Ligas regionales de fútbol en Argentina. Su sede está ubicada en General Paz 428 y su predio Deportivo en Calle J.Pes y Av.Costanera, barrio Jardín del Sur. Fue fundada en 1921 como Federación de Foot-Ball de Mercedes.
La Liga de Fútbol de Villa Mercedes es una asociación deportiva afiliada y supervisada por el Consejo Federal, de la que es uno de los miembros fundadores. Este Consejo está asociado directamente con la Asociación del Fútbol Argentino (AFA), y controla 210 ligas regionales.
Abarca a más de 2500 jóvenes en las divisiones infantiles de los equipos de la liga. Su presidente es Hector Lombardi.
Jorge Newbery es el club que se coronó campeón con mayor de títulos ganados (20 en total) seguido por Colegiales con 16 y Alianza Futbolística con 15 títulos.
Tricampeones se coronaron Aviador Origone (temporadas 1939-1940-1941) y Sportivo Pringles (1964-1965-1966).
Además del fútbol masculino, organiza torneos de futsal masculino y femenino y el campeonato de fútbol femenino.

## Equipos participantes

### Primera "A"
| Clubes                    | Departamento      | Distrito/Localidad | Fecha de Fundación       |  |
| ------------------------- | ----------------- | ------------------ | ------------------------ |  |
| Newbery                   | General Pedernera | Villa Mercedes     | 5 de mayo de 1945        |  |
| Club Alianza Futbolística | General Pedernera | Villa Mercedes     | 12 de febrero de 1980    |  |
| Aviador Origone           | General Pedernera | Villa Mercedes     | 25 de agosto de 1908     |  |
| Colegiales                | General Pedernera | Villa Mercedes     | 29 de enero de 1940      |  |
| San Martín                | General Pedernera | Villa Mercedes     | 23 de septiembre de 1923 |  |
| Sportivo Pringles         | General Pedernera | Villa Mercedes     | 10 de junio de 1925      |  |
| Sportivo Pueyrredón       | General Pedernera | Villa Mercedes     | 12 de septiembre de 1933 |  |
| Los Pumas                 | General Pedernera | Villa Mercedes     | 10 de diciembre de 1990  |  |
| Defensores del Este       | General Pedernera | Villa Mercedes     | 26 de agosto de 2001     |  |
| ATE II                    | General Pedernera | Villa Mercedes     | 25 de agosto de 1998     |  |
| Pringles de Justo Daract  | General Pedernera | Justo Daract       | 6 de mayo de 1926        |  |
| Defensores de Belgrano    | General Pedernera | Justo Daract       | 15 de marzo de 1947      |  |
| Sportivo Mercedes         | General Pedernera | Villa Mercedes     | 26 de marzo de 1921      |  |

### Primera "B"
| Clubes               | Departamento      | Distrito/Localidad | Fecha de Fundación       |
| -------------------- | ----------------- | ------------------ | ------------------------ |
| San Jose             | General Pedernera | Villa Mercedes     | 16 de mayo de 1998       |
| Racing Club          | General Pedernera | Villa Mercedes     | 2 de junio de 2004       |
| Asociación del Oeste | General Pedernera | Villa Mercedes     | 9 de febrero de 2007     |
| Santa Rita           | General Pedernera | Villa Mercedes     | 20 de marzo de 2005      |
| Central Coudannes    | General Pedernera | Villa Mercedes     | 18 de septiembre de 1986 |
| Las Águilas          | General Pedernera | Villa Mercedes     | 19 de abril de 2005      |
| Villa del Parque     | General Pedernera | Villa Mercedes     | 17 de agosto de 1947     |
| Lafinur              | General Pedernera | Villa Mercedes     | 15 de abril de 2007      |
| La Ribera            | General Pedernera | Villa Mercedes     | 27 de noviembre de 2009  |

## Tabla histórica de títulos
Desde la temporada 1921 a la 2000 se disputó un solo torneo por año calendario, por el sistema de todos contra todos, en dos ruedas de partido y revancha (algunos campeonatos se jugaron a 3 ruedas). Desde la temporada 2001/02 cada campeonato se dividió en dos fases, disputándose en cada una un torneo de una sola rueda. En el segundo semestre del primer año se jugaba el Torneo Apertura; y en el primer semestre del año siguiente, el Torneo Clausura. Cada uno consagraba a su propio campeón.
| Temporada | Torneo                                   | Campeón                 |
| --------- | ---------------------------------------- | ----------------------- |
| 1921      | Liga de Fútbol de Villa Mercedes (Anual) | Estudiantes (†)         |
| 1922      | Liga de Fútbol de Villa Mercedes         | Sportivo Mercedes       |
| 1923      | Liga de Fútbol de Villa Mercedes         | Sportivo Mercedes       |
| 1924      | Liga de Fútbol de Villa Mercedes         | Pacífico (†)            |
| 1925      | Liga de Fútbol de Villa Mercedes         | Tracción San Martín (†) |
| 1926      | Liga de Fútbol de Villa Mercedes         | Cor. Gral. Levalle (†)  |
| 1927      | Liga de Fútbol de Villa Mercedes         | Estudiantes (†)         |
| 1928      | Liga de Fútbol de Villa Mercedes         | Pacífico (†)            |
| 1929      | Liga de Fútbol de Villa Mercedes         | Sportivo Mercedes       |
| 1930      | Liga de Fútbol de Villa Mercedes         | Aviador Origone         |
| 1931      | Liga de Fútbol de Villa Mercedes         | Pacífico (†)            |
| 1933      | Liga de Fútbol de Villa Mercedes         | Sportivo Pringles       |
| 1934      | Liga de Fútbol de Villa Mercedes         | Pacífico (†)            |
| 1935      | Liga de Fútbol de Villa Mercedes         | Estudiantes (†)         |
| 1936      | Liga de Fútbol de Villa Mercedes         | Sportivo Mercedes       |
| 1937      | Liga de Fútbol de Villa Mercedes         | Sportivo Fénix (†)      |
| 1938      | Liga de Fútbol de Villa Mercedes         | Estudiantes (†)         |
| 1939      | Liga de Fútbol de Villa Mercedes         | Aviador Origone         |
| 1940      | Liga de Fútbol de Villa Mercedes         | Aviador Origone         |
| 1941      | Liga de Fútbol de Villa Mercedes         | Aviador Origone         |
| 1942      | Liga de Fútbol de Villa Mercedes         | Sportivo Mercedes       |
| 1943      | Liga de Fútbol de Villa Mercedes         | Sportivo Mercedes       |
| 1944      | Liga de Fútbol de Villa Mercedes         | Aviador Origone         |
| 1945      | Liga de Fútbol de Villa Mercedes         | Sportivo Mercedes       |
| 1946      | Liga de Fútbol de Villa Mercedes         | Sportivo Pringles       |
| 1947      | Liga de Fútbol de Villa Mercedes         | Sportivo Pueyrredón     |
| 1948      | Liga de Fútbol de Villa Mercedes         | Sportivo Pringles       |
| 1949      | Liga de Fútbol de Villa Mercedes         | Sportivo Pringles       |
| 1950      | Liga de Fútbol de Villa Mercedes         | Base Aérea (†)          |
| 1951      | Liga de Fútbol de Villa Mercedes         | Sportivo Pringles       |
| 1952      | Liga de Fútbol de Villa Mercedes         | San Martín              |
| 1953      | Liga de Fútbol de Villa Mercedes         | Colegiales              |
| 1954      | Liga de Fútbol de Villa Mercedes         | Sportivo Pringles       |
| 1955      | Liga de Fútbol de Villa Mercedes         | Jorge Newbery           |
| 1956      | Liga de Fútbol de Villa Mercedes         | San Martín              |
| 1957      | Liga de Fútbol de Villa Mercedes         | Villa Del Parque        |
| 1958      | Liga de Fútbol de Villa Mercedes         | Jorge Newbery           |
| 1959      | Liga de Fútbol de Villa Mercedes         | San Martín              |
| 1960      | Liga de Fútbol de Villa Mercedes         | San Martín              |
| 1961      | Liga de Fútbol de Villa Mercedes         | Colegiales              |
| 1962      | Liga de Fútbol de Villa Mercedes         | San Martín              |
| 1963      | Liga de Fútbol de Villa Mercedes         | San Martín              |
| 1964      | Liga de Fútbol de Villa Mercedes         | Sportivo Pringles       |
| 1965      | Liga de Fútbol de Villa Mercedes         | Sportivo Pringles       |
| 1966      | Liga de Fútbol de Villa Mercedes         | Sportivo Pringles       |
| 1967      | Liga de Fútbol de Villa Mercedes         | Aviador Origone         |
| 1968      | Liga de Fútbol de Villa Mercedes         | Aviador Origone         |
| 1969      | Liga de Fútbol de Villa Mercedes         | San Martín              |
| 1970      | Liga de Fútbol de Villa Mercedes         | Av. Origone             |
| 1971      | Liga de Fútbol de Villa Mercedes         | Sportivo Mercedes       |
| 1972      | Liga de Fútbol de Villa Mercedes         | Jorge Newbery           |
| 1973      | Liga de Fútbol de Villa Mercedes         | Colegiales              |
| 1974      | Liga de Fútbol de Villa Mercedes         | Sportivo Mercedes       |
| 1975      | Liga de Fútbol de Villa Mercedes         | Colegiales              |
| 1976      | Liga de Fútbol de Villa Mercedes         | Colegiales              |
| 1977      | Liga de Fútbol de Villa Mercedes         | Jorge Newbery           |
| 1978      | Liga de Fútbol de Villa Mercedes         | Jorge Newbery           |
| 1979      | Liga de Fútbol de Villa Mercedes         | Colegiales              |
| 1980      | Liga de Fútbol de Villa Mercedes         | Alianza Futbolística    |
| 1981      | Liga de Fútbol de Villa Mercedes         | Alianza Futbolística    |
| 1982      | Liga de Fútbol de Villa Mercedes         | Jorge Newbery           |
| 1983      | Liga de Fútbol de Villa Mercedes         | Alianza Futbolística    |
| 1984      | Liga de Fútbol de Villa Mercedes         | Sportivo Pueyrredon     |
| 1985      | Liga de Fútbol de Villa Mercedes         | Sportivo Pueyrredon     |
| 1986      | Liga de Fútbol de Villa Mercedes         | Colegiales              |
| 1987      | Liga de Fútbol de Villa Mercedes         | Alianza Futbolística    |
| 1988      | Liga de Fútbol de Villa Mercedes         | Jorge Newbery           |
| 1989      | Liga de Fútbol de Villa Mercedes         | Colegiales              |
| 1990      | Liga de Fútbol de Villa Mercedes         | Colegiales              |
| 1991      | Liga de Fútbol de Villa Mercedes         | Aviador Origone         |
| 1992      | Liga de Fútbol de Villa Mercedes         | Jorge Newbery           |
| 1993      | Liga de Fútbol de Villa Mercedes         | Alianza Futbolística    |
| 1994      | Liga de Fútbol de Villa Mercedes         | Jorge Newbery           |
| 1995      | Liga de Fútbol de Villa Mercedes         | San Martín              |
| 1996      | Liga de Fútbol de Villa Mercedes         | Colegiales              |
| 1997      | Liga de Fútbol de Villa Mercedes         | Jorge Newbery           |
| 1998      | Liga de Fútbol de Villa Mercedes         | Colegiales              |
| 1999      | Liga de Fútbol de Villa Mercedes         | Club Pringles JD        |
| 2000      | Liga de Fútbol de Villa Mercedes (Anual) | Jorge Newbery           |
| 2001      | Apertura                                 | Alianza Futbolística    |
| 2001      | Clausura                                 | Sportivo Mercedes       |
| 2002      | Apertura                                 | Jorge Newbery           |
| 2002      | Clausura                                 | Colegiales              |
| 2003      | Apertura                                 | Sportivo Pueyrredon     |
| 2003      | Clausura                                 | Pringles J.D.           |
| 2004      | Apertura                                 | Jorge Newbery           |
| 2004      | Clausura                                 | San Martín              |
| 2005      | Apertura                                 | Jorge Newbery           |
| 2005      | Clausura                                 | Sportivo Mercedes       |
| 2006      | Apertura                                 | Sportivo Mercedes       |
| 2006      | Clausura                                 | San Martín              |
| 2007      | Apertura                                 | Sportivo Pringles       |
| 2007      | Clausura                                 | Alianza Futbolística    |
| 2008      | Apertura                                 | Jorge Newbery           |
| 2008      | Clausura                                 | Colegiales              |
| 2009      | Apertura                                 | Alianza Futbolística    |
| 2009      | Clausura                                 | Sportivo Pringles       |
| 2010      | Apertura                                 | Alianza Futbolística    |
| 2010      | Clausura                                 | Club Pringles JD.       |
| 2011      | Apertura                                 | Alianza Futbolística    |
| 2011      | Clausura                                 | San Martín              |
| 2012      | Apertura                                 | Jorge Newbery           |
| 2012      | Clausura                                 | Aviador Origone         |
| 2013      | Liga de Fútbol de Villa Mercedes (Anual) | Jorge Newbery           |
| 2014      | Apertura                                 | Alianza Futbolística    |
| 2014      | Clausura                                 | Alianza Futbolística    |
| 2015      | Apertura                                 | Colegiales              |
| 2015      | Clausura                                 | Colegiales              |
| 2016      | Apertura                                 | Alianza Futbolística    |
| 2016      | Clausura                                 | ATE II                  |
| 2017      | Apertura                                 | Aviador Origone         |
| 2017      | Clausura                                 | Alianza Futbolística    |
| 2018      | Torneo Primera "A"                       | Jorge Newbery           |
| 2019      | Torneo Primera "A"                       | Alianza Futbolística    |
| 2021      | Torneo Primera "A"                       | Sp. Pueyrredón          |
| 2022      | Torneo Primera "A"                       | Jorge Newbery           |
| 2023      | Torneo Primera "A" Apertura              | Colegiales              |
| 2023      | Torneo Primera "A" Clausura              | Jorge Newbery           |
| 2024      | Torneo Primera "A"                       | Club Pringles JD        |
| 2025      | Torneo Primera "A" Apertura              | Belgrano JD             |

### Títulos por equipo
Todos los campeones:
| Equipo                      | Títulos | Años campeón |
| --------------------------- | ------- | --- |
| Jorge Newbery               | 20      | 1955, 1958, 1972, 1977, 1978, 1982, 1988, 1992, 1994, 1997, 2000, 2002(A), 2004(A), 2005(A), 2008(A), 2012(A), 2013, 2018, 2022, 2023. |
| Colegiales                  | 16      | 1953, 1961, 1973, 1975, 1976, 1979, 1986, 1989, 1990, 1996, 1998, 2002(C), 2008(C), 2015(A), 2015 (C), 2023.                           |
| Alianza Futbolística        | 15      | 1980, 1981, 1983, 1987, 1993, 2001(A), 2007(C), 2009(A), 2010(A), 2011(A), 2014(A), 2014(C), 2016(A), 2017(C), 2019                    |
| Sportivo Mercedes           | 12      | 1922, 1923, 1929, 1936, 1942, 1943, 1945, 1971, 1974, 2001(C), 2005(C), 2006(A).                                                       |
| Sportivo Pringles           | 11      | 1933, 1946, 1948, 1949, 1951, 1954, 1964, 1965, 1966, 2007(A), 2009(C).                                                                |
| San Martín                  | 11      | 1952, 1956, 1959, 1960, 1962, 1963, 1969, 1995, 2004(C), 2006(C), 2011(C).                                                             |
| Aviador Origone             | 10      | 1930, 1939, 1940, 1941, 1944, 1967, 1968, 1970, 1991, 2012(C), 2017(A).                                                                |
| Sportivo Pueyrredon         | 5       | 1947, 1984, 1985, 2003(A), 2021. |
| Estudiantes (†)             | 4       | 1921, 1927, 1935, 1938. |
| Pacífico (†)                | 4       | 1924, 1928, 1931, 1934. |
| Club Pringles JD            | 4       | 1999, 2003(C), 2010(C), 2024. |
| Coronel General Levalle (†) | 1       | 1926 |
| Villa del Parque            | 1       | 1957. |
| Sportivo Fénix (†)          | 1       | 1937. |
| Basea Aérea (†)             | 1       | 1950. |
| Tracción San Martín (†)     | 1       | 1925 |
| ATE II                      | 1       | 2016(C) |
| Belgrano JD                 | 1       | 2025(A) |